# George Holley
George Holley (* 20. November 1885 in Seaham; † 27. August 1942 in Wolverhampton) war ein englischer Fußballspieler und -trainer. Der Stürmer gewann mit dem AFC Sunderland den englischen Meistertitel und wurde Torschützenkönig der First Division.

## Sportlicher Werdegang
Holley verdiente sein Geld als Kesselschmiedegeselle während er für Seaham Athletic, Seaham Villa und Seaham White Star, mit dem er die Meisterschaft in der Wearside Football League, gewann, spielte. Im November 1904 wechselte er zum AFC Sunderland, bei dem er zunächst als Amateur in der Reservemannschaft spielte. Im Dezember des Jahres debütierte er im Spiel gegen The Wednesday in der First Division, blieb aber trotz eines Torerfolges zunächst Reservist. Nach dem Wechsel von Alf Common im Februar 1905 zum Ligakonkurrenten FC Middlesbrough, bei dem mit 1000 Pfund in der Geschichte des Fußballs erstmals eine vierstellige Ablösesumme gezahlt wurde, rückte er in die Wettkampfmannschaft auf. Zunächst stand er im Schatten von Arthur Bridgett, ehe er in der Spielzeit 1907/08 mit 24 Saisontreffern bester vereinsinterner Torschütze wurde und sich dabei mit vier Toren Rückstand hinter Torschützenkönig Enoch West von Nottingham Forest einordnete. Im Verbund mit Bridgett, Billy Hogg und Jackie Mordue führte er den Klub in der folgenden Spielzeit auf den dritten Tabellenplatz. Meister wurde zwar der Erzrivale Newcastle United, am 5. Dezember 1908 war jedoch im Tyne–Wear-Derby im St. James’ Park ein 9:1-Auswärtserfolg gelungen. Dabei hatten sowohl Holley als auch Hogg einen Dreierpack zu einem der bedeutendsten Siege der Vereinsgeschichte beigetragen.
Am 15. März 1909 debütierte Holley zudem in der englischen Nationalmannschaft. Dabei erzielte er gegen seinen im walisischen Tor stehenden Vereinskameraden Leigh Rosse mit der 1:0-Führung nach Vorlage von Mannschaftskapitän Vivian Woodward sein erstes Länderspieltor, mit Bertram Freeman vom FC Everton traf er weiterer Debütant zum 2:0-Endstand im hundertsten Länderspiel der englischen Nationalelf. In der Folge hielt er sich in der Nationalmannschaft und nahm mit ihr im Sommer 1910 an einer Südafrikatour teil, die dort bestrittenen Spiele zählt die Football Association jedoch nicht als offizielle Länderspiele. In der Spielzeit 1911/12 belegte er mit dem Klub zwar nur den achten Tabellenplatz, mit 25 Treffern ging jedoch nahezu jedes zweite der 58 Saisontore auf sein Konto. Damit krönte er sich gemeinsam mit Harry Hampton von Aston Villa und David McLean von The Wednesday zum Torschützenkönig der englischen Meisterschaft. In der folgenden Spielzeit trug er mit zwölf Treffern zum Gewinn der Meisterschaft der Bob Kyle trainierten Mannschaft bei, Rekordmeister Aston Villa wurde auf den zweiten Platz verwiesen. Den Gewinn des Doubles machte der Vizemeister erst im Endspiel um den FA Cup 1912/13 zunichte, ein Treffer von Tommy Barber entschied das Spiel mit 1:0 zugunsten des Birminghamer Klubs. Parallel gehörte er noch bis Anfang 1914 zum Kreis der Nationalmannschaft, in der er zeitweise als Ersatzmann im Kader stand. Im April 1913 bestritt er das letzte seiner zehn offiziell gewerteten Länderspiele, in denen er acht Tore erzielte. Zweimal siegte er dabei bei der British Home Championship, bei den von England gewonnenen Ausgaben 1908/09 und 1911/12 hatte er jeweils mindestens einmal auf dem Platz gestanden.
Nachdem der Ligaspielbetrieb während des Ersten Weltkrieges zum Erliegen gekommen war, schloss sich Holley bei Wiederaufnahme im August 1919 Brighton & Hove Albion in der Southern Football League an. Nach einer Spielzeit beendete er seine aktive Laufbahn, ehe der Klub in die Third Division aufgenommen wurde. Anschließend kehrte er nach Sunderland zurück, wo er im Januar 1921 Trainer des AFC Sunderland wurde. 1922 übernahm er die Wolverhampton Wanderers, mit denen er zunächst in die Third Division abstieg, aber den direkten Wiederaufstieg in die Second Division schaffte. Zwischen 1932 und 1936 war er beim FC Barnsley tätig, den er nach dem Drittligaabstieg übernommen hatte und in die Second Division zurückgeführt hatte. Aus gesundheitlichen Gründen musste er vom Amt zurücktreten, nach längerer Krankheit verstarb er 1942 im New Cross Hospital in Wolverhampton.
Holley war ab 1911 mit May, geborene Lightfoot, verheiratet und Vater von fünf Kindern. Sein 1913 geborener Sohn Tom spielte unter ihm beim FC Barnsley, später war er bis 1948 bei Leeds United aktiv.